# Elísics
Els elísics (grec antic: Ἐλισύκοι, llatí: Elisyces) foren un petit poble iber de la regió de Narbona, entre les Corberes i el riu Erau, que apareix documentat entre els segles VI i III aC a les fonts antigues. Sembla que més tard arribaren a la regió diversos pobles celtes i que els elísics es diluïren entre aquests segons.
A diferència d'allò que s'esdevé amb els ibers d'Hispània, les fonts antigues no proveeixen d'informació ètnica sobre els elísics: Hecateu, Heròdot i Aviè, les soles fonts que els anomenen, no especifiquen si són ibers o gals; solament Hecateu en diu que eren lígurs, un terme que fins i tot els antics degueren fer servir com a calaix de sastre. No obstant això, sembla clara la seva identitat com a ibers, atès que no apareixen enlloc com a celtes i el territori que ocupaven és ric en inscripcions en ibèric, en contrast amb les terres veïnes dellà de l'Erau, Massís Central endins i Aude amunt, on són gairebé absents.
Sembla que més tard, cap al segle iii aC, arribaren a la regió el poble celta dels volques procedents de les valls centrals del Danubi, i a poc a poc anaren celtitzant els elísics fins al punt que, a l'arribada dels romans el 121 aC, els pobladors de la zona eren principalment celtes. Entre els historiadors i geògrafs dels segles I aC, I dC i II tota la Narbonensis apareix com a poblada de celtes, si bé hi reconeixen elements de substrat no celtes (els lígurs i els antics elísics).
Entre les seves poblacions o fortaleses hom hi compta l'oppidum d'Ausseruna, Puèg Mau (Sijan), Bassanèl (Lonzac), lo Cailar (Malhac), la Molinassa (Salas d'Aude), lo Molin (Peiriac de Mar), Cessero (Sant Tibèri), la Monedièra (Beçan) i Montlaurès; el seu domini era la vall de l'Atax (l'Aude) i la vall de l'Orobus (l'Orb), als moderns departaments de l'Aude i l'Erau. Haurien comerciat amb els grecs i tal vegada amb els fenicis. És possible que les maresmes d'Helice (el modern estany de Capestanh) podrien haver donat nom als elísics, nom que sovint apareix als manuscrits erròniament, confós amb el terme Elisis (Ἠλύσιος: la Plana Elísia, els Camps Elisis), que entre els grecs designava una mena d'Edèn promès als herois, situat als confins de l'oceà Atlàntic.